# Nicolaas IJzendoorn

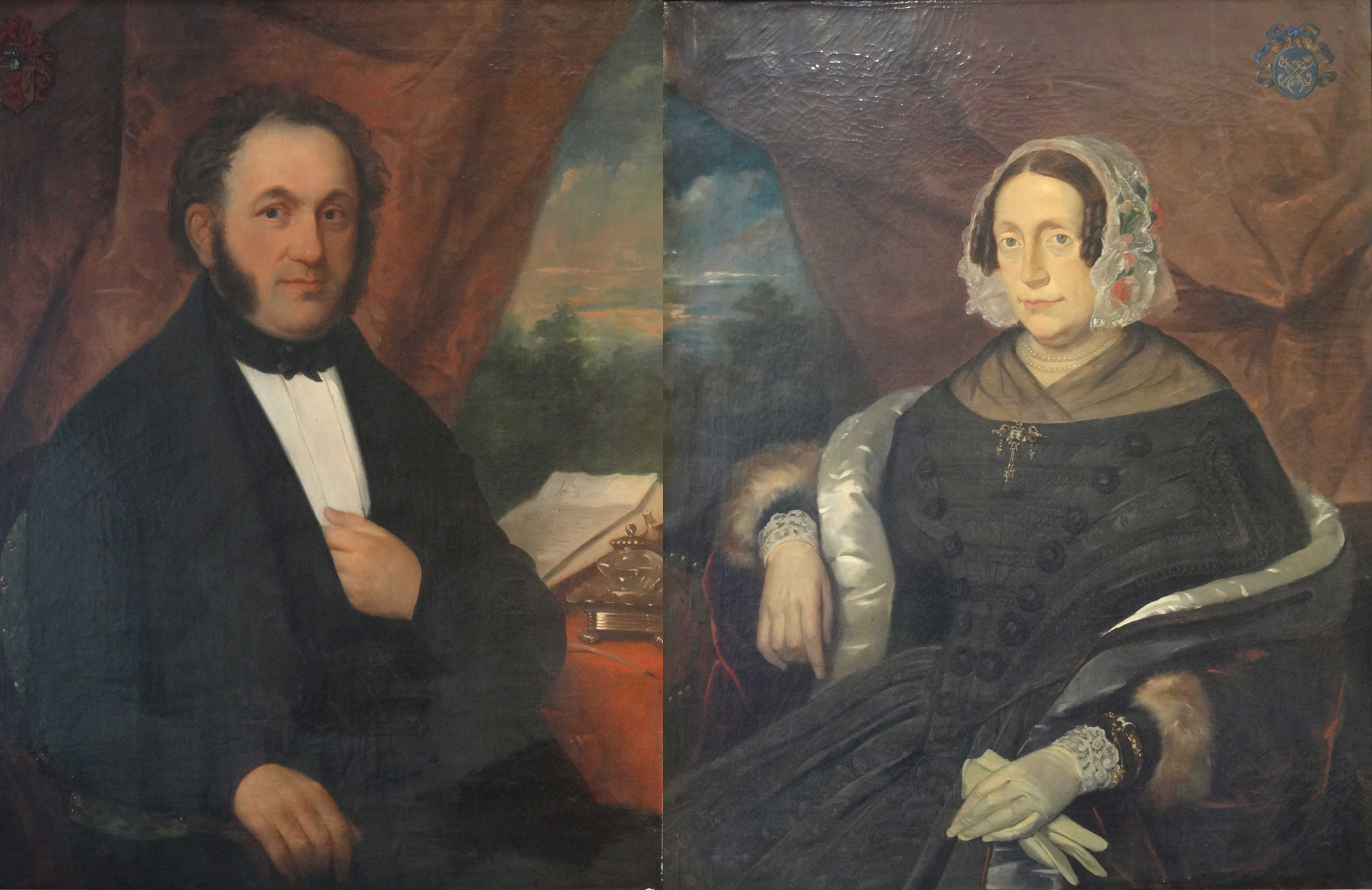
Nicolaas IJzendoorn (1793-1867) en zijn tweede echtgenote Antonia Maria Imans (1798-1865)

Nicolaas IJzendoorn (Amersfoort, 19 juni 1793 - Gouda, 18 augustus 1867) was koopman in run en op latere leeftijd burgemeester van Gouda.
IJzendoorn werd geboren als zoon van de predikant van de remonstrantse gemeente Bartholomeus Albertus IJzendoorn en Elberta van Ling. Hij trouwde op 19 oktober 1820 in Gouda met Maria van Bergen, dochter van de Goudse burgemeester Adrianus van Bergen en Henrikje Westerveld en, na haar overlijden, op 3 augustus 1837 met Antonia Maria Imans. In 1823 werd Nicolaas IJzendoorn schout en vanaf 1825 burgemeester van de gemeente Broek c.a. (een ambachtsheerlijkheid van de stad Gouda). In 1836 verkocht hij zijn run- en snuifmolen. In 1850 werd hij benoemd tot burgemeester van Gouda. Na de invoering van de nieuwe grondwet in 1848 verkocht Gouda zijn voormalige heerlijkheden. IJzendoorn en zijn echtgenote verwierven voor ƒ 1.550 de voormalige heerlijkheden Broek, Thuil en 't Weegje, Bloemendaal en Broekhuizen.
Onder het burgemeesterschap van IJzendoorn kwam er een eind aan de periode van verval, waarin Gouda al gedurende een lange reeks van jaren verkeerde.

Mede door zijn toedoen vestigden zich belangrijke bedrijven in Gouda onder andere de Kaarsenfabriek, de Machinale Garenspinnerij en de sigarenindustrie.
IJzendoorn overleed in 1867. Drie jaar voor zijn overlijden was hij als burgemeester van Gouda opgevolgd door zijn zoon Albertus Adrianus van Bergen IJzendoorn. Zijn dochter Henrietta Maria IJzendoorn was getrouwd met mr. Marinus Samuel Francois de Moraaz Imans, burgemeester van Heemstede.

## Trivia
Nicolaas IJzendoorn behoorde in 1832 tot de twintig eigenaren met het hoogste belastbare inkomen in Gouda (zestiende plaats); hij behoorde ook tot de twintig eigenaren met het hoogste belastbare inkomen voor huizenbezit (vijftiende plaats - 2 huizen) en tot de twintig eigenaren met het hoogste belastbare inkomen voor gebouwd bezit (zestiende plaats).